# Zygmunt Marciniak
Zygmunt Marcin Marciniak (ur. 19 listopada 1939 w Kaliszu, zm. 27 maja 1997 w Rzeszowie) – piłkarz, reprezentant juniorskiej reprezentacji Polski, grający na pozycji obrońcy i pomocnika. Występował we Włókniarzu Kalisz, Calisii Kalisz, Cracovii, Zawiszy Bydgoszcz, Stali Rzeszów i Sokołowiance Sokołów Małopolski. Na swoim koncie ma ponad 200 występów w ówczesnej piłkarskiej Ekstraklasie. Ojciec Dariusza Marciniaka – również piłkarza, reprezentanta Polski.

## Kariera klubowa
Karierę piłkarską rozpoczynał we Włókniarzu Kalisz, po czym przeniósł się do Calisii Kalisz, z którą występował w rozgrywkach II ligi. W debiutanckim II-ligowym sezonie strzelił cztery bramki dla swojego zespołu. Następnie w 1959 roku przeszedł do I-ligowej Cracovii, gdzie w ciągu rozegrał 19 ligowych spotkań strzelił 8 goli. Jego kolejnym klubem był Zawisza Bydgoszcz, w którym występował przez dwa kolejne sezony w II i I-lidze. W barwach klubu z Bydgoszczy Marciniak debiutował 8 maja 1960 roku w meczu przeciwko swojej byłej drużynie – Calisii, wygranym przez Zawiszę 4:0 (w Kaliszu). 20 października tego samego roku, Zygmunt Marciniak awansował z drużyną Zawiszy do piłkarskiej Ekstraklasy.
W 1961 roku ponownie przeniósł się do Cracovii, dla której rozegrał 9 ligowych spotkań, a rok później, w 1962 został piłkarzem Stali Rzeszów. W Rzeszowie występował przez ponad 10 kolejnych lat na poziomie polskiej I-ligi. Ponadto w sezonie 1972/1973 i 1973/1974 Marciniak występował w barwach trzecioligowej Sokołowianki Sokołów Małopolski. Pełnił w tym czasie rolę stopera.

## Reprezentacja
Zygmunt Marciniak występował w juniorskiej kadrze reprezentacji Polski.